# The Manila Times
The Manila Times es un periódico filipino, editado en lengua inglesa. Tiene su sede en Manila.

## Historia
Fue fundado el 11 de octubre de 1898 por Thomas Gowan, apenas unos meses después de firmarse la Paz de París que puso fin a la Guerra hispano-estadounidense. The Manila Times ha sido englobado dentro de la prensa filipina controlada por los norteamericanos. En 1930 fue adquirido por el empresario filipino Alejandro Roces.